# Neolophonotus stannus
Neolophonotus stannus là một loài ruồi trong họ Asilidae. Neolophonotus stannus được Ricardo miêu tả năm 1925.